# 貝隆夫人 (電影)
《贝隆夫人》（英語：Evita）是1996年的美国歌舞劇情片，与1978年同名音乐剧一样改编自蒂姆·赖斯和安德鲁·劳埃德·韦伯1976年同名概念专辑。影片由亞倫·帕克执导，帕克与奧利華·史東共同编剧，描绘伊娃·裴隆的短暂人生，从她如何成名并走上政坛，直到年仅33岁谢世。麥當娜扮演伊娃，尊尼芬·帕斯饰演伊娃的丈夫胡安·裴隆，安东尼奥·班德拉斯扮演片中向观众讲述剧情的路人“彻”。
1976年的专辑发行后很快改编成音乐剧，但电影版却深陷开发地狱超过15年，版权在多家大型制片厂间易手，多位导演和演员牵涉其中。1993年，制片人罗伯特·斯蒂格伍德将电视改编版权卖给安德鲁·瓦伊纳，瓦伊纳承诺通过旗下制片公司协同影业为电影融资，華特迪士尼影業集團通过好莱坞影片负责发行。1994年斯通退出项目后，帕克同意出任编剧和导演。电影开拍约四个月前先在伦敦录音室录制唱段和原声带。原声带作曲由帕克、赖斯和劳埃德·韦伯合作完成，原创歌曲也经修改，完成谱曲后再填词，并为电影另创新歌你必須愛我。《贝隆夫人》拥有5500万美元预算，主体拍摄于1996年2月开始，同年五月结束。取景地点包括布宜諾斯艾利斯、布达佩斯和谢伯顿制片厂的片场。电影在阿根廷制作期间争议不断，民众担心影片会玷污伊娃的形象，故而向演员和剧组抗议。
《贝隆夫人》于1996年12月14日在洛杉矶神殿礼堂首映，好莱坞影片先安排电影在部分城市放映，之后几周再逐渐扩大上映范围。1996年12月25日，电影开始限量发行，次年1月10日才在全国上映，最终取得1.41亿美元的全球票房成绩。影片所获评价褒贬不一，麦当娜的演出、音乐、服装设计和摄影赢得赞誉，但节奏把握和导演遭遇批评。《贝隆夫人》获得许多奖项肯定，你必须爱我拿下奥斯卡最佳原创歌曲奖和金球奖最佳原创歌曲，麦当娜获金球奖最佳音乐及喜剧类电影女主角奖，影片获金球奖最佳音乐及喜剧电影奖。

## 剧情
1952年7月26日，布宜諾斯艾利斯某电影院突然中断放映公布突发新闻，年仅33岁的阿根廷第一夫人伊娃·裴隆刚刚去世。阿根廷举国进入哀悼期，平民彻（Ché）走出视线对他人如此伤悲表示不可思议，声称要向观众证明伊娃“多年来一事无成”。电影接下来介绍伊娃生平，从社会底层家庭的私生子开始，直到她成为第一夫人和阿根廷民族精神领袖，彻在伊娃的故事中扮演许多不同角色。
15岁的伊娃在布宜诺斯艾利斯省城市胡宁过活，渴望能在首都拥有更好的人生。她搭上有妇之夫、探戈歌手奥古斯丁·马加尔迪（Agustín Magaldi），说服他带自己前往布宜諾斯艾利斯。马加尔迪离开后，伊娃开始同其他男人交往，而且一个比一个有权有势，她的职业包括模特儿、演员，还在电台工作。1944年圣胡安大地震后，伊娃在慈善舞会上结识胡安·裴隆上校。与伊娃交往对裴隆的民粹形象有利，两人都来自工薪阶层。裴隆的影响力不断上升，伊娃利用电台节目竭尽全力为他摇旗呐喊，政府为阻挡裴隆的政治势头甚至把他投进大牢，但伊娃带来的强大民意支持迫使政府服软释放裴隆。大量民众站在裴隆和伊娃一方，裴隆赢得选举当上阿根廷总统并迎娶伊娃，第一夫人承诺新政府一定会为赤贫阶层服务。
裴隆政府成立之初，伊娃身穿隆重衣装，享受身为第一夫人的特权。不久，她前往欧洲开始所谓的“彩虹之旅”。欧洲人民对她的到来反应不一，西班牙人民崇拜她，意大利人民骂她婊子并朝她扔东西，教皇庇護十二世送她十分微薄的小礼物。返回祖国后，伊娃创办基金会帮助穷人。片中暗示如果第一夫人没有这么做，国库将沦为贝隆主义者的私囊。
伊娃入院后得知自己已是癌症晚期患者，她谢绝出任副总统的机会并最后一次向阿根廷人民演说。伊娃自称就像“最明亮的火焰”，所以生命才如此短暂，希望去世后丈夫能继续前行。大量民众聚集在总统府周围，在烛光中守夜祈祷，希望第一夫人能够康复，但她房间中的光亮终于熄灭，象征她已辞世。彻来到伊娃的葬礼现场，看到棺材时惊叹她如此短暂的一生居然能有这么大的影响。电影最后他走向并亲吻水晶棺，然后与其他人一起为第一夫人送行。

## 演员
- 麥當娜饰伊娃·裴隆
- 安东尼奥·班德拉斯饰彻
- 尊尼芬·帕斯饰胡安·裴隆
- 杰米·内尔饰（Jimmy Nail）饰奥古斯丁·马加尔迪
- 维多利亚·苏斯（Victoria Sus）饰多娜·胡安娜·伊巴尔古伦（Doña Juana Ibarguren）
- 朱利安·利特曼（Julian Littman）饰胡安西托·杜阿尔特（Juancito Duarte）
- 欧嘉·梅雷迪斯（Olga Merediz）饰比安卡·杜阿尔特（Bianca Duarte）
- 劳拉·帕拉斯（Laura Pallas）饰艾丽莎·杜阿尔特（Elisa Duarte）
- 朱莉娅·沃斯利（Julia Worsley）饰埃尔敏达·杜阿尔特（Erminda Duarte）
- 彼得·多卡普（Peter Polycarpou）饰多明哥·梅坎特（Domingo Mercante）
- 加里·布鲁克（Gary Brooker）饰胡安·阿蒂利奥·布拉穆利亚（Juan Atilio Bramuglia）
- 安德莉亚·可儿（Andrea Corr）饰胡安的情妇
- 亞倫·帕克饰备感折磨的电影导演
- 彼得·休斯饰弗朗西斯科·佛朗哥将军

来源：特纳经典电影频道

## 制作

### 落空项目：1976至1986年

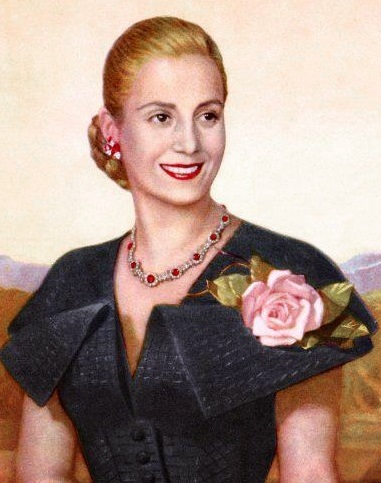
《贝隆夫人》电影、音乐剧和专辑都是以伊娃·裴隆（1919至1952年）的生平为蓝本

1976年，蒂姆·赖斯和安德鲁·劳埃德·韦伯发行通唱概念專輯《艾薇塔》（Evita），详细介绍伊娃·裴隆生平。导演亞倫·帕克与两人的经纪人大卫·兰德（David Land）见面，询问两位音乐家是否有意制作电影版，得知赖斯和劳埃德·韦伯打算先用专辑的原创歌词完成舞台剧版本。1978年6月21日，西区剧院原创剧作《艾薇塔》在爱德华王子剧院上演并持续到1986年2月18日。百老汇制作版于1979年9月25日在曼哈顿第53街的百老汇剧院上演，经过先后17次预演和1567场演出于1983年6月26日谢幕。西区剧院制作人罗伯特·斯蒂格伍德（Robert Stigwood）希望帕克執導电影版，但帕克此时刚拍完《名扬四海》（1980年），不愿连拍两部歌舞片，所以没有接受。
《艾薇塔》的电影改编版权陷入众多知名电影制片厂的招标拉锯战，参与方包括华纳兄弟、米高梅和派拉蒙影業，最终斯蒂格伍德以超过750万美元价格将版权卖给百代影业（EMI Films）。他还曾与乔恩·彼得斯（Jon Peters）探讨项目发展，后者承诺只要获得制作权就会说服女友芭芭拉·史翠珊接演女主角。斯蒂格伍德只愿独自担任电影制片人，所以不接受彼得斯的提议。百代影业后与索恩电气工业（Thorn Electrical Industries）合并组建索恩百代（Thorn EMI），又因多部电影沦为票房炸弹而退出项目。
1981年5月，派拉蒙影业取得电影改编版权，斯蒂格伍德仍然担任制片人。派拉蒙拨出1500万美元预算，电影计划在年底前开拍。为避免制作超支，斯蒂格伍德、赖斯和劳埃德·韦伯都同意少拿薪水换取更高电影票房分成。斯蒂格伍德曾与肯·羅素合作拍摄《冲破黑暗谷》（Tommy，1975年）并取得成功，所以请他执导本片。
斯蒂格伍德和羅素决定在电影全球制作期间为八名有意出演伊娃的女演员面试，并在纽约和伦敦安排试镜，具体次数没有透露。1981年11月，羅素继续在埃尔斯特里制片厂（Elstree Studios）主持试镜，竞争女主角的演员包括卡拉·德维托（Karla DeVito）。羅素还飞到伦敦主持试镜，麗莎·明內利当时头戴金色假发和定制的时代礼服到场。明內利此时已是小有名气的女影星，羅素觉得她更适合出演伊娃，但赖斯、斯蒂格伍德和派拉蒙影业都更中意在伦敦舞台饰演伊娃的第一位女演员伊蓮·佩姬。羅素开始自撰剧本，没有寻求赖斯、斯蒂格伍德和劳埃德·韦伯的同意。他的剧本遵循舞台剧大纲，但将彻的身份明确为报社记者。剧本中还有伊娃和彻在医院走廊短暂相遇的情节，两人都躺在擔架床上，伊娃是因癌症需要救治，彻是被暴徒打伤。羅素之后向斯蒂格伍德宣称，除非明內利扮演女主角，否则他不会执导，结果被开除。
派拉蒙在墨西哥为电影选址期间，斯蒂格伍德也开始另找导演接手。他先找上赫伯特·罗斯（Herbert Ross），但罗斯决定导演同样由派拉蒙制作的《浑身是劲》（Footloose）；斯蒂格伍德接下来联系李察·艾登堡祿，但艾登堡祿觉得项目根本不可能真正落实，艾倫·帕庫拉和海科特·巴班克（Hector Babenco）也都谢绝邀请。1986年，麥當娜身着礼服并顶着20世纪40年代发型来到斯蒂格伍德的办公室，表示有意出演伊娃，还一度建议请弗朗西斯·科波拉担任导演。斯蒂格伍德对她的表现非常满意，称赞麦当娜是饰演阿根廷第一夫人的“完美人选”。

### 奥利佛·斯通：1987至1994年

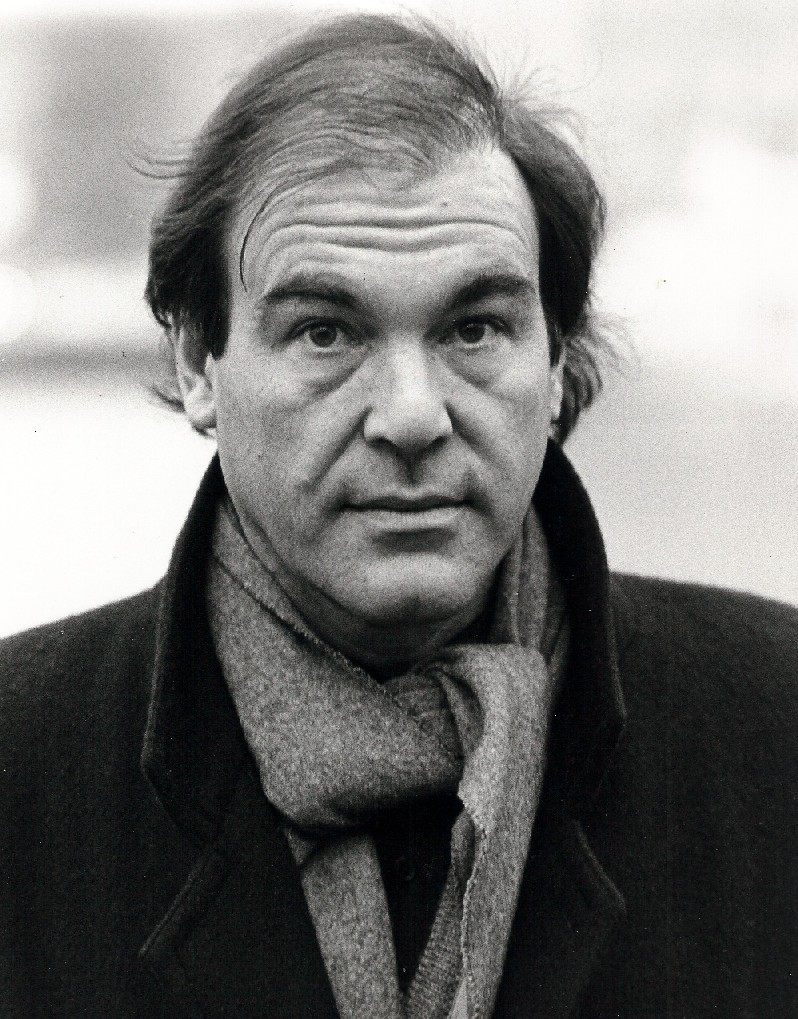
奥利佛·斯通于1987年获聘担任本片编剧和导演，直到1994年才退出

1987年，杰瑞·温特劳布（Jerry Weintraub）的独立电影公司温特劳布娱乐集团（Weintraub Entertainment Group）从派拉蒙买下《艾薇塔》电影改编版权。奥利佛·斯通是《艾薇塔》音乐剧粉丝，表示有意参与电影版制作并主动联系斯蒂格伍德的制片公司“罗伯特·斯蒂格伍德组织”（Robert Stigwood Organisation）探讨项目。1988年4月确认成为影片编剧和导演后，斯通前往阿根廷走访伊娃的出生地，并与新当选的卡洛斯·梅内姆总统见面，海内姆同意为电影制作提供五万名臨時演員并允许言論自由。
麦当娜与斯通和劳埃德·韦伯在纽约见面讨论女主角演出，但面谈在她向劳埃德·韦伯表示有意改写音乐并要求修改剧本后不欢而散。斯通接下来联系梅丽尔·斯特里普出演伊娃，并与赖斯、劳埃德·韦伯一起同她在纽约录音室初步配音。斯蒂格伍德高度评价斯特里普的音乐演出：“她只用一周就学会所有曲段，不但能唱，而且肯定会引起轰动——绝对令人咋舌！”
温特劳布娱乐集团提供2900万美元预算，电影计划在1989年初开拍，但因1989年阿根廷骚乱中止。斯蒂格伍德和温特劳布担心演员和剧组成员人身安全，决定不在阿根廷取景，于是又开始在巴西和智利选址，直到最终敲定西班牙，预算也相应上涨到3500万美元。然而，温特劳布娱乐集团又因多部电影票房惨败放弃项目。不久，斯通联系卡罗科影业（Carolco Pictures）接手项目。斯特里普此时仍是非常有望出演女主角的人选，但她开始提升要价，要求在48小时内签署演出保证合同。双方达成协议后，她的经纪人又告知卡罗科和罗伯特·斯蒂格伍德组织，称斯特里普因“私人原因”决定退出项目。十天后，斯特里普表示有意回归，但斯通及手下创作团体已经退出项目，接拍《火樂焚城》（1991年）。
1990年，沃尔特·迪斯尼影业买下《艾薇塔》电影版权并请格伦·戈登·卡隆（Glenn Gordon Caron）任导演，计划由麦当娜出演女主角。迪斯尼打算由旗下成人电影品牌好莱坞影片负责制作，但在已经花费两到三百万美元前期发展开支后，迪斯尼于1991年5月退出，主要原因是预算攀升到三千万美元，公司总裁杰弗瑞·卡森伯格能够接受的最高数字是2570万美元。1993年11月，斯蒂格伍德将版权卖给安德鲁·瓦伊纳的制片公司协同影业（Cinergi Pictures）。瓦伊纳后来请摄政娱乐公司（Regency Enterprises）的艾農·米爾臣共同注资，斯通与好莱坞影片高级副总裁丹·哈尔斯德（Dan Halsted）面谈后再度获得导演本片的机会。影片计划在斯通和米爾臣完成《诺列加传》（Noriega）后开拍，该片聚焦巴拿马将军兼独裁者曼纽尔·诺列加的生平。《诺列加传》始终没有开拍，斯通与米爾臣因《贝隆夫人》、《诺列加传》和《尼克松》（Nixon）拍摄成本太高发生分歧，导致斯通于1994年7月退出项目。

### 发展

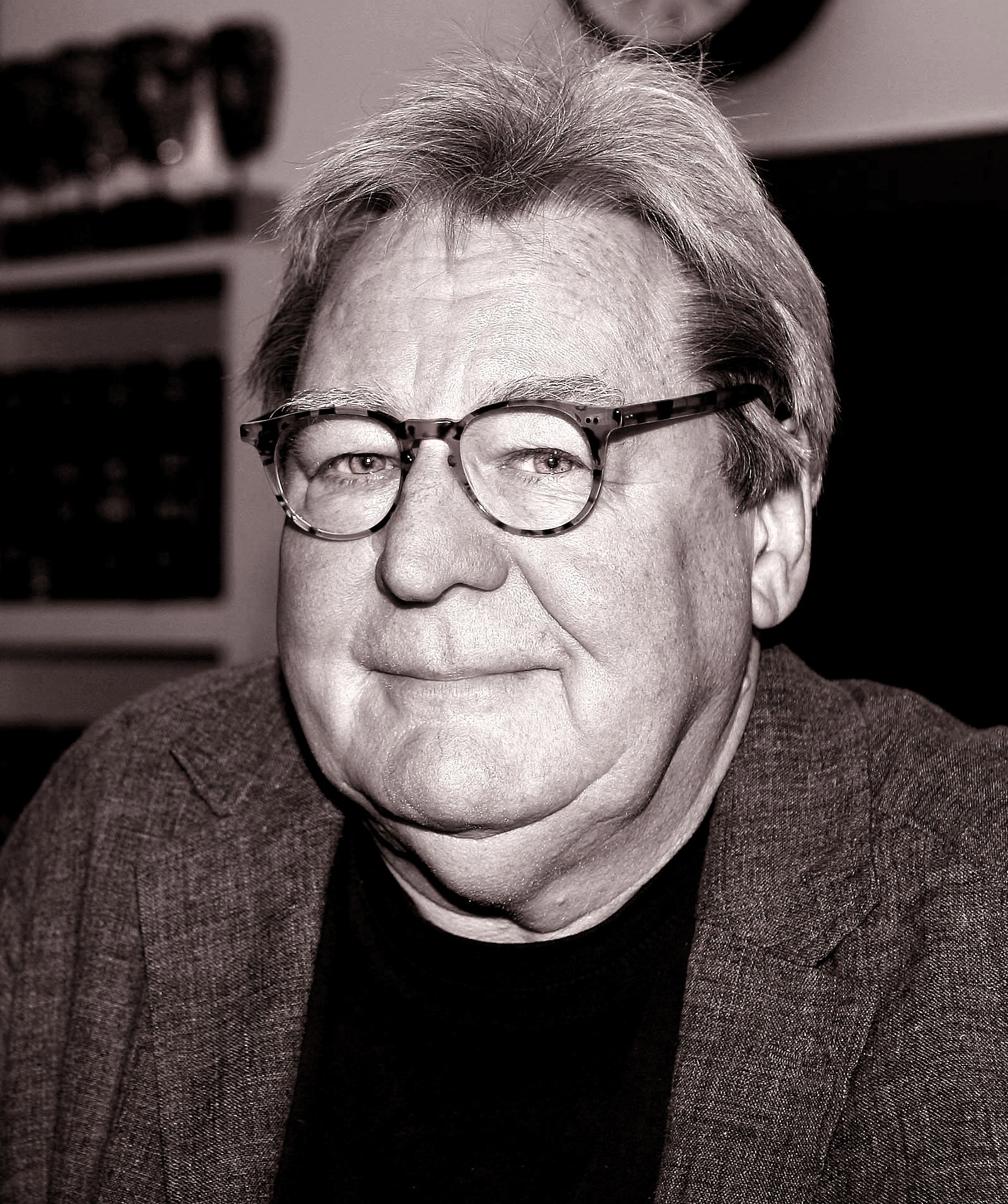
1979年谢绝导演本片的艾伦·帕克（图）于1994年回归项目

1994年12月，艾伦·帕克接受斯蒂格伍德和瓦伊纳的邀请，签约担任本片编剧和导演。帕克同时还是影片的制片人，他旗下的“脏手制片”（Dirty Hands Productions）也是电影制片商。帕克在自撰剧本期间研究伊娃的生平，查阅报纸文章、纪录片和英语书籍。他不愿借鉴舞台剧或斯通的剧本，选择根据赖斯和劳埃德·韦伯的概念专辑自创剧本。斯通与帕克就剧本内容发生纠纷，斯通称剧本很大程度上是他的作品。经美国编剧工会仲裁，两人均认定为本片编剧。
虽然《贝隆夫人》是政坛人物的故事，但这不是政治故事，而是灰姑娘的故事，是出身最平凡女子的辉煌人生，成为祖国（乃至拉丁美洲）有史以来最有权力的女人，这个女人从来没有满足于充当丈夫身边的花瓶，哪怕他是总统。——本片编剧兼导演艾伦·帕克:235
帕克完成的剧本包括针对概念专辑词曲的146项改动，他与赖斯于1995年5月前往劳埃德·韦伯位于法国的家中拜访，希望两人都能参与本片制作。赖斯和劳埃德·韦伯已有多年未曾合作，新剧本需要两人创作新曲目。同年六月，帕克经美国国务院和联邦参议员克里斯多夫·杜德牵线来到阿根廷与梅内姆总统私下见面，探讨影片制作计划并请对方同意在阿根廷总统府取景。梅内姆对电影制作表示不满，而且不同意在总统府拍摄，但还是赋予剧组到阿根廷拍摄的创作自由，他建议帕克准备面对阿根廷民众针对该片的抗议。帕克安排电影美术设计总监布莱恩·莫里斯（拍摄总统府的照片，以便剧组在英格兰谢伯顿制片厂（Shepperton Studios）搭建复制品。此外，帕克还造访另外七个国家和地区，最终决定在布宜诺斯艾利斯和布达佩斯取景。

### 演员敲定

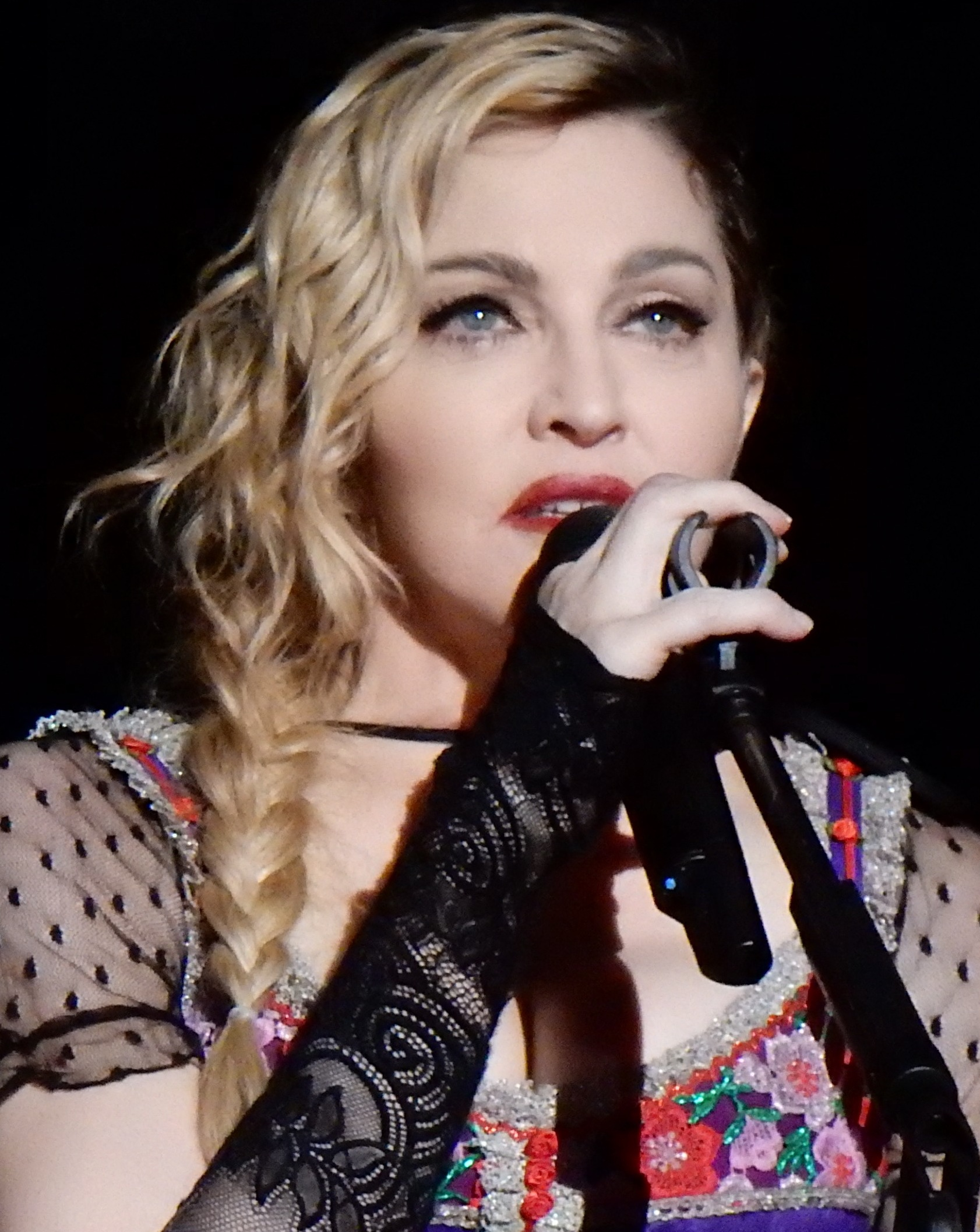
麥當娜向帕克寄出四页长信承诺全身心投入演出后获得扮演伊娃·贝隆的机会

安东尼奥·班德拉斯在格伦·戈登·卡隆获聘导演本片时就成为扮演彻的人选，是本片第一个确定的演员，斯通的回归对他没有影响。斯通曾考虑请蜜雪兒·菲佛扮演女主角并在1994年7月确认，但法伊弗后因怀上第二个孩子退出。帕克曾打算邀格伦·克洛斯或梅丽尔·斯特里普出演伊娃。
1994年12月，麦当娜给帕克寄来四页长信，自称是扮演伊娃的最佳人选，承诺全身心投入演出。她还随信附上謝幕的音乐影片充当“试镜”。帕克表示，如果麦当娜要演女主角，她必须明白“这是电影，不是褒扬麦当娜的影片”，一切“是我，而不是她说了算”。赖斯认为瑪丹娜适合出演伊娃，因为她能“透過音乐展現如此优美的表演”。劳埃德·韦伯对她的演唱功底不太放心，电影需要演员独立完成各自唱段，麦当娜接受琼·拉德（Joan Lader）的声乐训练，确保嗓音的投射更加凝聚，并提升演唱不同以往表演歌曲时的信心。拉德对此表示，麦当娜“必須以她从未尝试过的方式演唱。《贝隆夫人》是真正的音乐剧，一定程度上来说甚至是歌剧。麦当娜把高音掌控能力提升到此前连想都没想到过的新高度。”:260
1996年1月，麦当娜飞抵布宜诺斯艾利斯了解伊娃的生平，与部分伊娃在世时就认识的人交流。电影摄制期间，麦当娜多次因强烈的情感表现需求病倒:276，还在拍摄中途发现自己怀有身孕，后于1996年10月14日生下女儿卢尔德（Lourdes）。麦当娜在电影制作期间写下的日记经《名利场》杂志发表。她一度表示：“我生来注定要扮演这个角色，为此我全情投入，因为这不仅是电影中的角色，令人既振奋又畏惧……《贝隆夫人》是我最感自豪的作品”。
帕克检视班德拉斯的试镜带后决定继续让他扮演彻。此前多个版本的《艾薇塔》音乐剧揭示人物的真实身份是切·格瓦拉，但本片导演决定保持角色神秘感:234班德拉斯在接受采访时表示：“彻在片中讲述伊娃的故事，对她非常挑剔，有时既愤世嫉俗又咄咄逼人，同时又很好笑。然后他又落入自身的逻辑陷阱，一方面显得对伊娃十分不屑，另一方面他所有的原则都被这个女人的魅力打动。”电影和舞台剧演员尊尼芬·帕斯与导演面谈后获邀出演胡安·裴隆。

### 摄制

#### 主体拍摄
电影在阿根廷摄制期间引发争议和大量媒体关注，人们担心该片会玷污前第一夫人的形象，故而向演员和剧组抗议。贝隆主义党员发动仇恨宣传，谴责电影制作并点名麦当娜和帕克。《贝隆夫人》还促使阿根廷政府自行拍摄《贝隆夫人：一个真实的故事》（Eva Perón: The True Story），应对本片的任何不实之处及可能导致的误解:236。为化解争议，剧组于1996年2月6日在布宜诺斯艾利斯召开新闻发布会。
《贝隆夫人》拥有5500万美元预算，主体拍摄于1996年2月8日开始。美术设计总监莫里斯共搭建320处外景。服装设计师佩妮·罗斯（Penny Rose）获许查看伊娃在阿根廷的衣橱，根据传主原有服饰和鞋子另行设计，她还为四万名临时演员备有符合时代特色的服装。剧组从巴黎、罗马、伦敦、纽约、旧金山、洛杉矶、布宜诺斯艾利斯及布达佩斯的共计20家服装店调用5500余套服装和1000套军装。麦当娜的衣橱内有85种服装设计，39顶帽子，45双鞋和56对耳环，刷新“单部电影服饰变換次数最多”的吉尼斯世界纪录。

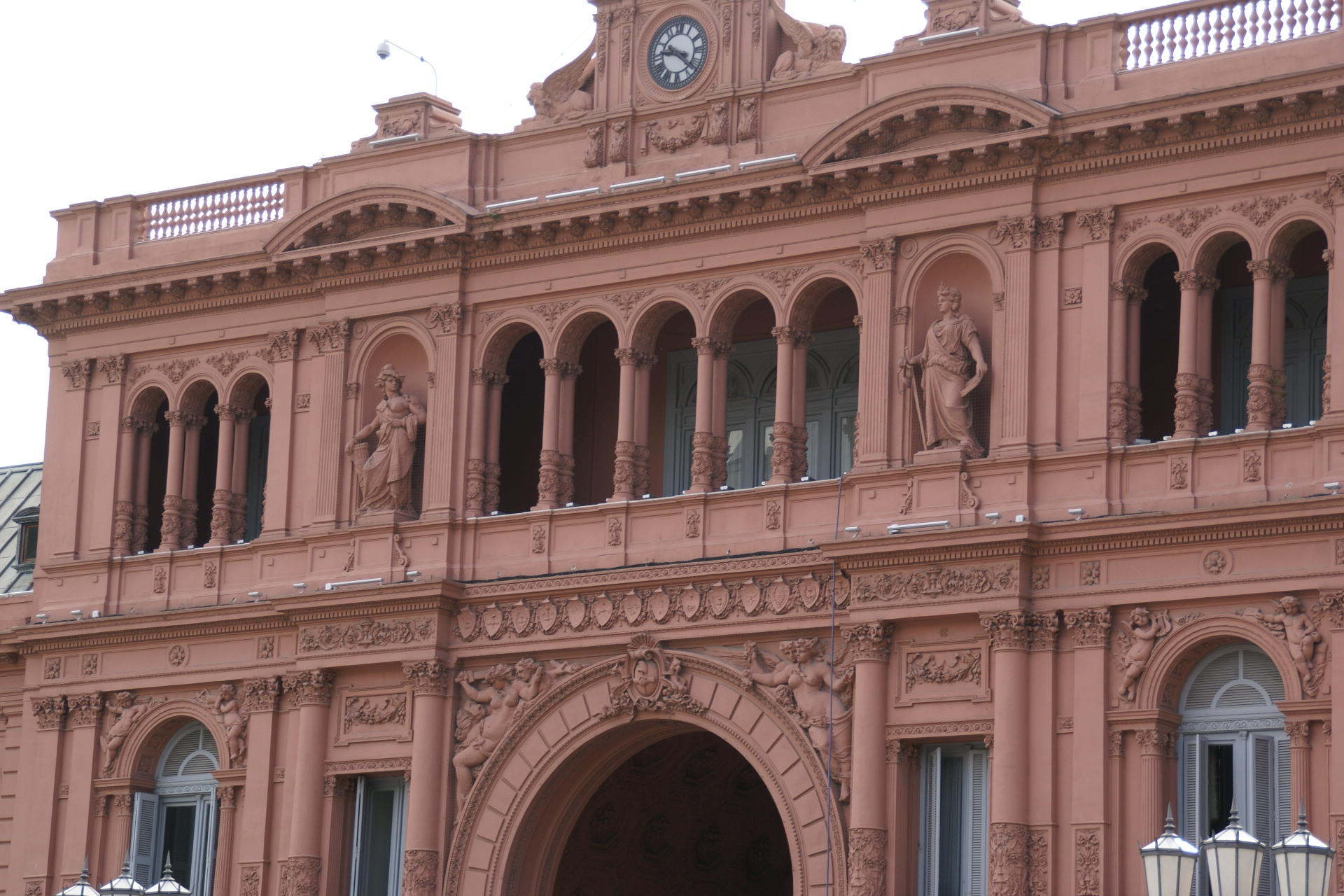
是在阿根廷总统府拍摄，共四千名临时演员参与

电影在布宜诺斯艾利斯开拍，第一个镜头描绘伊娃1936年时的童年生活。取景地点包括胡宁小镇洛斯托多斯（Los Toldos），伊娃就是在这里长大，还有她父亲葬礼的举办地奇维尔科伊。1996年2月23日，梅内姆总统会见帕克、麦当娜、帕斯和班德拉斯，授权剧组在原计划离开布宜诺斯艾利斯前不久到总统府拍摄。3月9日，制作团队在总统府录制曲目阿根廷，别为我哭泣，共动用四千名临时演员并持续两天。电影在阿根廷首都的摄制共持续五周。
演员和摄制组接下来转战匈牙利布达佩斯，在此取景23处，都是用于片中布宜诺斯艾利斯的镜头。剧组用两天时间再现女主角的国葬，动用四千名临时演员扮演普遍市民、警察和军人。摄制组还在圣伊什特万圣殿拍摄外景，但未获入内摄制许可。经帕克安排，麦克娜和帕斯就在外景现场录制曲目你那纤弱的身躯就这样缓慢垮掉和挽歌，此举主要是为了让表演更符合情感需求。在匈牙利完成为期五周的拍摄后，剩余镜头在英格兰谢伯顿制片厂的片場系統完成。主体拍摄于1996年5月30日收尾，共持续84天。:236

#### 摄影
攝影指導达吕斯·康第（Darius Khondji）起初不大乐意参与歌舞片制作，但为帕克对项目的热忱打动。康第和导演对本片视觉风格的把控受到美国现实主义画家乔治·贝洛斯（George Bellows）作品影响。康第使用的摄像机和库克光学变形镜头拍摄，其中阿根廷的外景使用伊士曼柯达公司的 5245电影胶片， 5293用于阿根廷内景镜头， 5248用于在多云天气拍摄或摄制战斗场面。
康第采用大型白炽灯照明装置，如18K HMI（汞媒弧碘化物灯）、迪诺灯和温迪灯。他用阿莱的充当照明滤光镜，采用的镜头滤镜数量超过他过去任何项目。康第将特艺七彩的留银冲洗与结合，用于控制发行拷贝的对比度和黑色浓度。最终完成的电影胶片长98公里，包含299段场景和三千个镜头。

### 配乐和原声带

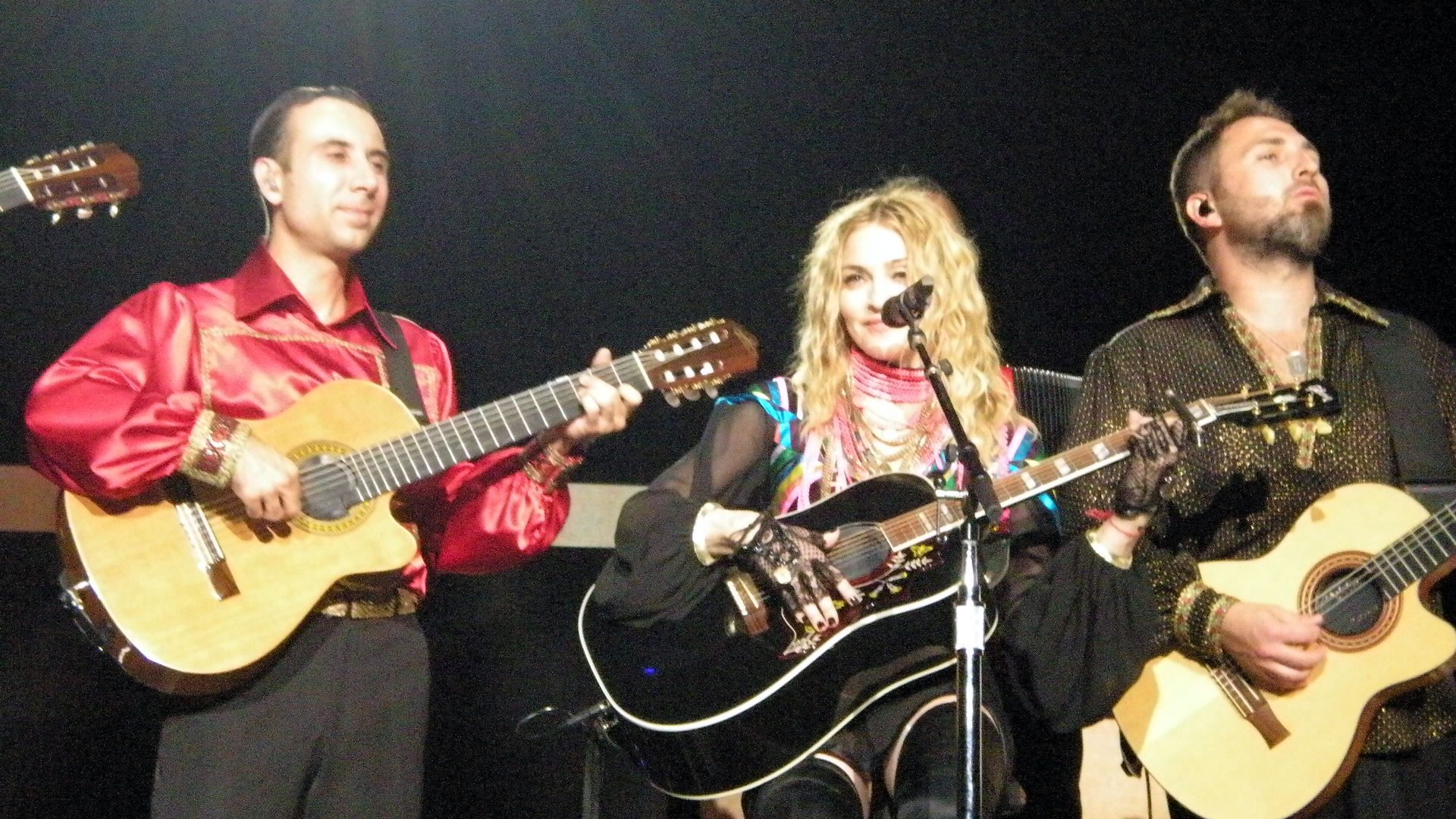
麦当娜在甜粘之旅演唱会表演，这是蒂姆·赖斯和安德鲁·劳埃德·韦伯为电影创作的新歌

电影曲目和原声带的录制工作于1995年10月2日在伦敦录音室开始:235。所有歌曲共耗费近四个月才录完，其中包括部分曲目先作曲后填词的时间。帕克宣布第一天录制《黑色星期一》（Black Monday）。据他事后回忆，这天大家都很紧张和担心：“大家都来自不同领域，有些本属流行乐坛，有些专拍电影，有些搞音乐剧，所以我们都很担心”。演员也好不到哪儿去，班德拉斯自称感到“可怕”，麦当娜到录歌时也“吓呆了”：“我居然要当着安德鲁·劳埃德·韦伯的面演唱阿根廷，别为我哭泣……简直一团糟，后来都哭了，感觉这事简直办得一无是处”。
据电影音乐制作人奈杰尔·赖特（Nigel Wright）回忆，几位主演先在乐队和管弦乐团伴奏下演唱曲目，然后再与帕克、音乐总监大卫·卡迪克（David Caddick）“进入更私密的录音环境，确保唱腔更趋完美”。麦当娜对在录音室内与包含84件乐器的乐团一起表演总有些不自在，更习惯于事先录制曲目，旁边没有音乐家在听。与过去的经历相比，她为本片录音时几乎没有权力对音乐创作提意见。据她事后回忆：“我习惯于自创歌曲，进入录音室后还能挑选音乐家，对音乐提意见……与一大堆人合作演出46首歌曲而且还没一点发言权，这着实需要很大的（心态）调整。:261帕克、劳埃德·韦伯和麦当娜经过紧急会议后决定，麦当娜到惠特菲尔德街（Whitfield Street）录音室录制唱段，管弦乐编排换到别处。她还可以在录音期间休息来保护或加强嗓音。:262
录音完成时，帕克发现赖斯和劳埃德·韦伯还没有完成片中需要的新歌。三人在劳埃德·韦伯位于伯克郡的庄园会晤，并开始创作《你必須愛我》的词曲。麦当娜希望以充满同情的角度描绘伊娃，但导演的着眼点显得前阿根廷第一夫人更“精于操纵人心”，所以歌手对你必须爱我的歌词感到不满。麦当娜经过努力将剧本中的许多内容修改，但在这首歌上过不了赖斯这关。据他事后回忆：女主角“当时很想修改歌词，场面实在不好形容，但谢天谢地，我的歌词保住了！”:308
电影原声带于1996年11月12日在美国上市，华纳唱片推出两种版本，一个是《贝隆夫人：电影完整原声带》（Evita: The Complete Motion Picture Music Soundtrack）双碟版，包括片中所有曲段；另一版是《贝隆夫人：电影音乐》（Evita: Music from the Motion Picture）单碟版。的斯蒂芬·托马斯·埃莱温（Stephen Thomas Erlewine）认为原声带“平淡乏味”，但《哈特福德新闻报》（Hartford Courant）刊登格雷格·莫拉戈（Greg Morago）的评论，称赞麦当娜的唱功。原声带颇为热卖，在奥地利、比利时、苏格兰、瑞士和英国的排列榜登顶。据卡罗尔·克莱克（Carol Clerk）2008年的著作《麦当娜风格》（Madonna Style）记载，《贝隆夫人》的原声带在全世界共卖出1100万份。

## 发行

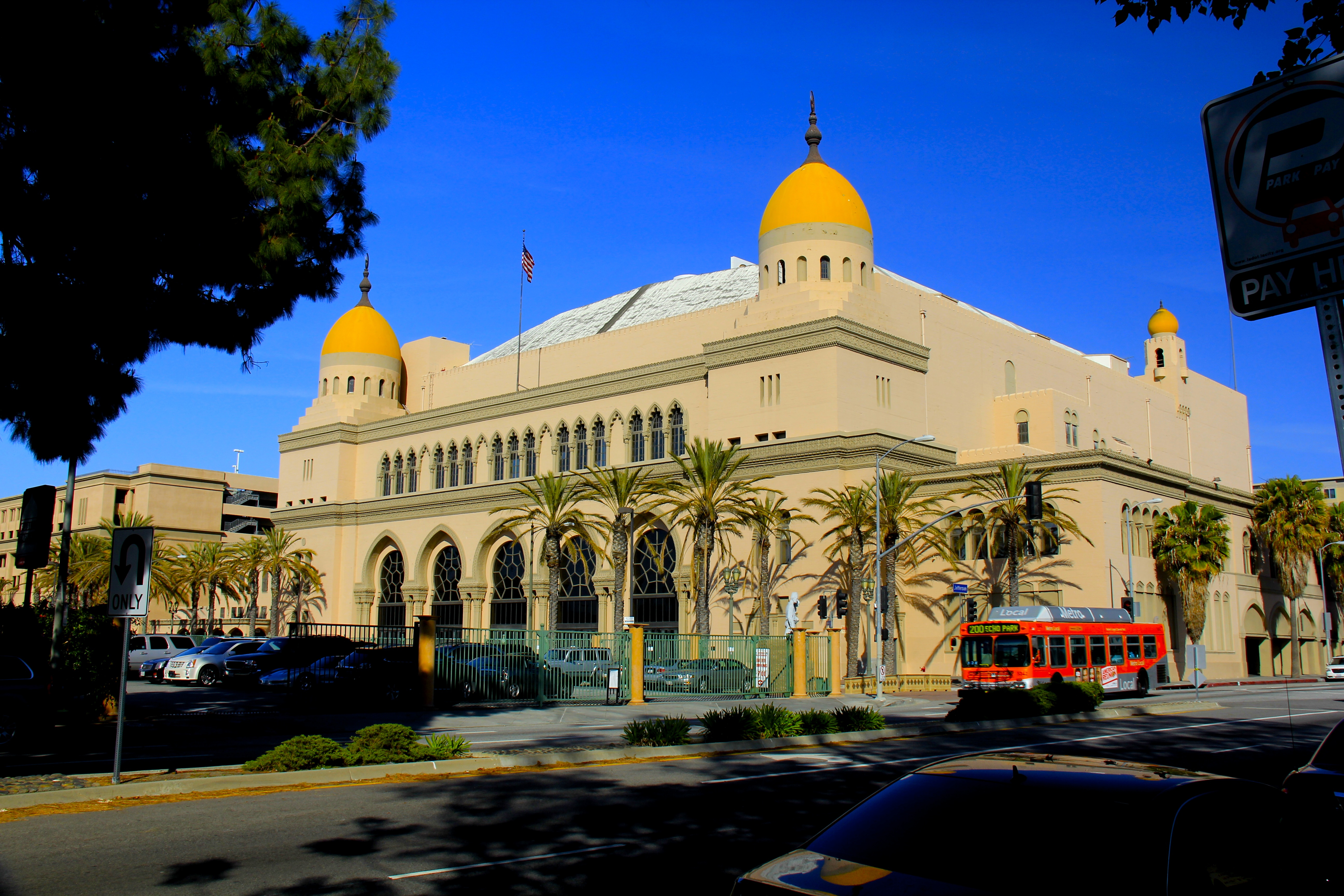
1996年12月14日，《贝隆夫人》在洛杉矶神殿礼堂（图）举办首映式

1996年5月，帕克制出长达十分钟的《贝隆夫人》预告片在1996年戛纳电影节上向记者、电影分销商和影评人放映。虽然电影放映机出现技术问题导致声画不同步，但预告片依然颇受好评。《芝加哥太阳报》影评人罗杰·伊伯特表示：“如果预告片真实代表成片水平，阿根廷就可以放心擦掉眼泪”。巴里·沃尔特斯（Barry Walters）在《旧金山观察家报》（The San Francisco Examiner）发文称：“预告片没有把每个场景的最佳镜头堆在一起，而是用为数不多的几场戏证明麦当娜、班德拉斯和帕斯的音乐表演才能，这样的结果的确让人满意”。1996年12月14日，《贝隆夫人》在洛杉矶神殿礼堂（Shrine Auditorium）首映，同月19日在都柏林萨沃伊电影院（Savoy Cinema）举办爱尔兰首映式，20日又在伦敦萊斯特廣場帝国电影院举办英国首映式。
好莱坞影片先安排电影在部分城市放映，之后几周逐渐扩大范围。1996年12月25日，《贝隆夫人》在纽约和洛杉矶限量发行，次年1月10日才开始全國上映。博伟电影负责本片在北美洲和南美洲的发行，负责全球其他地区的协同影业将电影拷贝卖给各地分销商，如通过联合国际影业负责德国和日本发行的派拉蒙影业，负责多个地区的顶峰娱乐，以及负责英国和爱尔兰的娱乐电影分销商（Entertainment Film Distributors）。帕克将电影制作过程编撰成书《贝隆夫人拍摄记》（The Making of Evita），于1996年12月10日由哈珀柯林斯出版。2002年，《贝隆夫人》成为史上首部在平壤国际电影节放映的美国电影。

### 票房
《贝隆夫人》在美国限量发行第一天收入7万1308美元，平均每家电影院3万5654美元，周末进账19万5085美元，合计33万4440美元。接下来上映的电影院逐渐增多，第二个周末收入106万4660美元，总票房增至222万5737美元。
电影全面发行第一天共在美国和加拿大的704家电影院上映，收入255万1291美元。周末再收838万1055美元，在国内票房榜上排第二，仅次于科幻恐怖片《第三类终结者》（The Relic）。全面发行第二周适逢为期四天的马丁·路德·金纪念日周末，观众人数略有上升，在国内票房榜上排第三，收入891万8183美元，比上个周末提升6.4%。第四个周末进账541万5891美元，排名下滑到第五；第五周收入437万4631，虽比上周减少19.2%，但排名反倒升至第四。第六个周末下滑到第六，收入300万1066美元。
上映135天后，《贝隆夫人》于1997年5月8日结束北美洲院线发行，共进账5004万7179美元，加上其他地区的9100万美元，全球总票房1亿4104万7179美元。

### 家用媒体
《贝隆夫人》的录像带于1997年8月5日上市，激光影碟同月20日发行。1997年9月17日，标准收藏推出电影的版和“特别版”激光影碟，碟内特别内容包括帕克的评论音轨、麦当娜的阿根廷别为我哭泣和你必须爱我音乐视频、两部院线预告片和五段电视广告。电影的數碼多功能影音光碟于1998年3月25日发售。2012年6月19日，电影的15周年版藍光光碟上市。蓝光光碟采用1080p高分辨率，包含院线预告片，你必须爱我的音乐视频，以及幕后制作纪录片《〈贝隆夫人〉拍摄记》（The Making of Evita）。

## 反响

### 专业评价
《贝隆夫人》所获评价褒贬不一。根据烂番茄收集的38篇评论文章，影片“新鲜度”63%，平均得分6.67（最高十分）。网站的共识评述写道：《贝隆夫人》的叙事层面有些缺乏说服力，但配乐着实出色，让这部以事实为依据的音乐剧有望达到史诗片的宏伟目标。根据23份评论打出平均分45（最高100），表明“褒贬不一”。影院评分开展的观众调查打分为“-”（最高+，最低）。
马尔科姆·约翰逊（Malcolm Johnson）在《哈特福德新闻报》发文称：“尽管困难重重，这部长期延误的电影版最终成为导演艾伦·帕克和重生大明星麦当娜、新生代超级巨星安东尼奥·班德拉斯，以及经验丰厚的老将尊尼芬·帕斯爱的结晶”《芝加哥太阳报》刊登罗杰·伊伯特的文章，给予本片三星半好评（最高四星），称“帕克的视觉处理令音乐焕然一新，麦当娜和班德拉斯为电影带来激情。观众看完影片感到物有所值，而且艾薇塔在天之灵肯定也会这么想。”此外，伊伯特和同事吉恩·西斯克（Gene Siskel）在联播电视节目《电影》（At the Movies）中对本片的评分都是竖起大拇指。西斯克在《芝加哥太阳报》发表的影评称赞导演才能出众，电影场面壮观。《時代雜誌》的理查德·科利斯（Richard Corliss）指出，“《贝隆夫人》没有沦为漫长而复杂的音乐视频，每分每秒都像真正的电影，人物也值得我们投入感情或抱以最深切的怀疑”。影评人扎克·康纳（Zach Conner）对电影表现“感到欣慰，无论表演还是制作都可圆可点，麦当娜再次超越大家的期望，她诠释的艾薇塔带着凄美的疲劳感，展现出足够份量的明星气质。所有人无论对麦当娜和伊娃是爱是恨，眼睛都会不由自主地聚焦在她身上”。:285
有线电视新闻网的卡罗尔·巴克兰（Carol Buckland）认为，“《贝隆夫人》基本上就是有史诗抱负的音乐视频。这并不是说她的画面不华丽，或是娱乐效果偶尔不怎么样，实际情况恰恰相反。但即便整体气势恢宏，电影依然缺乏实质内容和灵魂。”大卫·安森（David Ansen）在《新闻周刊》发文称电影华丽壮观仿佛史诗，但看完后却无法让观众产生任何情感共鸣。《娱乐周刊》刊登欧文·格里伯曼（Owen Gleiberman）的评论，评分仅“-”（最高+），他批评导演处理失当，将本来能够从更大视角呈现的剧情局限在舞台范围，节奏缓慢而混乱，仿佛以20世纪70年代的平庸摇滚演绎“现实主义”拉美革命音乐视频。《纽约时报》的珍妮特·马斯林（Janet Maslin）称赞麦当娜的演出，影片的服装设计和摄影，但感觉导演没有表露出任何道德或政治倾向，各个方向全力推进，有些不知节制，令观众筋疲力尽。简·霍维兹（Jane Horwitz）在《南佛罗里达太阳哨兵报》（South Florida Sun Sentinel）发文称：“麦当娜的演唱很有说服力，表演也过得去，但缺乏深度、从容和力度。幸运的是，导演艾伦·帕克的拍摄手法立足历史，史诗般的群众场面和棕褐色的新闻纪录片风格让她看上去更加出彩”。《旧金山纪事报》的芭芭拉·舒尔加瑟（Barbara Shulgasser）对本片评价不佳，称电影本该聚焦政治、解放和腐败，下层阶级反抗压迫的胜利，但实际上却流于表面，思路简单，到最后根本没有任何意义。

### 荣誉
《贝隆夫人》获得众多奖项肯定，其中又以女主角、导演、配乐和歌曲你必须爱我最受认可。影片获五项金球獎提名，最后三项胜出，分别是最佳影片（音乐剧/喜剧类）、最佳电影女主角（音乐剧/喜剧类）（麦当娜）和最佳原创歌曲（你必须爱我）。你必须爱我还在第69届奥斯卡金像奖角逐中夺得最佳原创歌曲奖，电影另获最佳剪辑、最佳摄影、最佳艺术指导和最佳音效四项提名，麦当娜在颁奖典礼上登台表演你必须爱我。国家评论协会将本片列入1996年十大佳片，排名第四。《贝隆夫人》获第50届英国电影学院奖八项提名，但均未胜出，还在第一届金卫星奖角逐中获五项提名，最后拿下最佳影片、最佳原创歌曲（你必须爱我）和最佳服装设计奖（佩妮·罗斯）。